# Вини-йога
Вини-йога (англ. viniyoga) является динамичной и мягкой практикой йоги, делающей упор на индивидуальном подходе к практикующему. Слово viniyogah (санскр. विनियोग) упоминается в «Йога-сутрах» в сутре 3.6 и переводится как «применение», «действие», а не название стиля йоги. Вини-йога основывается на труде «Йогарахасья» Тирумалая Кришнамачарьи и преподаётся в Индии в центре «Кришнамачарья Йога Мандирам» и в Фонде йоги и исцеления имени Кришнамачарьи, Ченнай, Индия, однако на своём сайте основатель направления Т. К. В. Десикачар в 1998 году попросил не использовать имя вини-йога и не рассматривать его как отдельное учение. В книге «The Viniyoga of yoga. Applying yoga for healthy living» Десикачар говорит, что вини-йога — это не стиль, а метод обучения йоге.
Основателем направления считается Т. К. В. Десикачар — сын и ученик Тирумалая Кришнамачарьи, однако сам Десикачар не основывал никакого стиля йоги с отдельным именем. В 1976 году им был основан центр «Кришнамачарья Йога Мандирам». Десикачар родился в 1939 году, он был четвёртым ребёнком Кришнамачарьи. В 1960 году он начал обучение у своего отца и в течение 30 лет ученичества всесторонне изучал йогу, аюрведу и санскрит.

## Распространённость
В США развитие данная школа получила благодаря усилиям Герри Кравцова. Из известных мастеров йоги в СНГ обучение вини-йоги проходил Андрей Лаппа, в дальнейшем создавший Универсальную йогу. Во Франции действует Международный союз вини-йоги (L’Union Internationale Viniyoga), основателем и руководителем которого является Клод Маречал. С 1983 он является редактором журнала Viniyoga. В Англии с 2006 года действует Центр йоги (Centre for Yoga Studies) под руководством Пола Харви.
В настоящее время в Индии продолжает семейную традицию данной школы Кастуб Десикачар — сын Т. К. В. Десикачара.

## Особенности школы
Особенностью данного стиля является гибкость в выборе инструментов по трансформации сознания учеников. Школа использует асаны, пранаямы, медитации, расслабляющие техники, мантры и лекции по философии. Десикачар считает, что не ученик существует для практики, а практика для ученика. В этом стиле методы йоги адаптируются к уровню практикующего. Ступени аштанга-йоги осваиваются через разные промежутки времени, например сначала может практиковаться медитация, по прошествии определённого времени практика асан и т. д. Таким образом ученик осваивает сначала подходящие для него практики и по мере подготовленности переходит к следующим. Строго установленной последовательности техник не существует.
В практике асан допускается динамический и статический вариант исполнения. При выполнении асаны в динамике нужно несколько раз «войти» в неё и «выйти», синхронизируя движения с дыханием. При выполнении асан практикуется концентрация на определённых точках, дыхании или движении. Практика асан мягкая, перемежающаяся расслаблением, основа стиля — это индивидуальный подход к практикующему.
Это одна из школ йоги, предлагающих схему дыхания, противоположную общепринятой. Полное йоговское дыхание в большинстве описаний предполагает начинать расширение и наполнение объёма тела с живота и постепенно доводить его до ключиц, а на выдохе также прогонять волну снизу вверх. Дешикачар предлагает во время вдоха наполнять сначала грудь, потом живот, а во время выдоха в первую очередь освобождать живот, а в последнюю — верхние доли лёгких. Учителя вини-йоги считают, что расширение сверху вниз помогает углубить дыхание.
Вини-йогу можно отнести к области индивидуальной йогатерапии. Практикующий подстраивает каждую позу под свои потребности, возраст и возможности, что помогает ему справляться с собственными проблемами.

## Исследования
Проведённое в 2005 году исследование показало, что занятия вини-йогой могут быть эффективными для уменьшения боли и осложнений у пациентов с хроническими болями в спине (люмбаго). Тем не менее нет данных, что вини-йога намного более эффективна в снижении боли в спине, чем занятия упражнениями на растягивание.